# Strachy na lachy (serial animowany)
Strachy na lachy (ang. Sabrina and the Groovie Goolies, 1970–1971) – amerykański serial animowany wyprodukowany przez Filmation.
Światowa premiera serialu miała miejsce 12 września 1970 roku na kanale CBS. Ostatni odcinek został wyemitowany 4 września 1971 roku. W Polsce serial nadawany był dawniej na antenie Programu 2.

## Obsada
- Larry Storch – 
  - Drakula,
  - Ratso
- Howard Morris – 
  - Frankenstein,
  - Wilkołak,
  - Dr. Jekyll,
  - Mumia,
  - Ghoulihand,
  - Hauntleroy
- Jane Webb – 
  - Hagatha,
  - Bella La Ghostly
- Larry D. Mann – 
  - Hyde,
  - Boneapart,
  - Batso

## Spis odcinków
| N/o            | Tytuł angielski                                                               |
| -------------- | ----------------------------------------------------------------------------- |
|                |                                                                               |
| SERIA PIERWSZA |                                                                               |
|                |                                                                               |
| 01             | 1-2-3                                                                         |
|                |                                                                               |
| 02             | Cling Clang                                                                   |
|                |                                                                               |
| 03             | What’s in the Bag                                                             |
|                |                                                                               |
| 04             | Goolie Picnic                                                                 |
|                |                                                                               |
| 05             | Goolie Garden                                                                 |
|                |                                                                               |
| 06             | Feed the Ghost Some Garlic                                                    |
|                |                                                                               |
| 07             | Frankie                                                                       |
|                |                                                                               |
| 08             | Noises                                                                        |
|                |                                                                               |
| 09             | Monster Trio                                                                  |
|                |                                                                               |
| 10             | Goolie Swing                                                                  |
|                |                                                                               |
| 11             | Witches Brew                                                                  |
|                |                                                                               |
| 12             | Gool School                                                                   |
|                |                                                                               |
| 13             | Shadows                                                                       |
|                |                                                                               |
| 14             | Save Your Good Lovin                                                          |
|                |                                                                               |
| 15             | Darlin’ Darlin                                                                |
|                |                                                                               |
| 16             | At the First Annual Semi Formal Combination Meet the Monster Population Party |
|                |                                                                               |